# Síndrome de abstinencia de las benzodiazepinas
El síndrome de abstinencia de las benzodiazepinas es el conjunto de síntomas que aparecen cuando una persona que tomó benzodiazepinas por un periodo prolongado —y desarrolló una dependencia— suspende su consumo o durante una reducción de la dosis. El síndrome de abstinencia de las benzodiazepinas es similar a los síndromes producidos por la abstinencia de consumo de alcohol o de barbitúricos y puede provocar síntomas graves que ponen en peligro la vida, como convulsiones.
Estos síntomas graves, tanto como los potencialmente letales, están en su mayoría limitados a la reducción abrupta o apresurada de dosis elevadas.
Una proporción de individuos puede desarrollar un síndrome de abstinencia de las benzodiazepinas prolongado, con síntomas como ansiedad, irritabilidad, insomnio y alteraciones sensoriales. En un número reducido de personas puede ser grave y semejar serios casos psiquiátricos o médicos por ejemplo: esquizofrenia y convulsiones.
Un grave efecto secundario de la abstinencia de benzodiazepinas es el suicidio.
El síndrome de abstinencia de las benzodiazepinas puede ser minimizado en intensidad y gravedad mediante una reducción gradual de la dosis.
La suspensión de benzodiazepinas es usualmente benéfica debido a los efectos adversos asociados al uso prolongado de benzodiazepinas.
Sin embargo, es recomendable que los consumidores de uso prolongado no sean forzados a suspender su uso de manera violenta o abrupta.
La exposición crónica a las benzodiazepinas causa adaptaciones físicas en el cerebro que contrarrestan los efectos de la droga. Esto es conocido como tolerancia y dependencia física. Cuando son suspendidas las benzodiazepinas o se reduce su dosis, en un individuo físicamente dependiente, numerosos síntomas tanto físicos como psicológicos pueden aparecer y permanecer presentes hasta que el cuerpo contrarreste la dependencia física con la adaptación a la falta de la droga y retorne de esta manera el cerebro a su funcionamiento normal.
Generalmente, cuanto más alta la dosis de la benzodiazepina, más largo el uso y más rápido es descontinuado su consumo, es más posible la aparición de síntomas graves. Sin embargo, también pueden aparecer síntomas graves durante la reducción gradual de la dosis o desde dosis relativamente bajas.
En ciertos grupos de pacientes seleccionados, la presencia de síntomas por la abstinencia alcanza el 100%. Por su parte, en grupos de pacientes no seleccionados más del 50% de los sujetos son capaces de discontinuar las benzodiazepinas con síntomas suaves o incluso ningún síntoma. Los síntomas pueden persistir por semanas o meses luego de la suspensión. En un subgrupo de pacientes más pequeño los síntomas por abstinencia pueden continuar a un nivel menos agudo por meses, o incluso años. El uso prolongado de benzodiazepinas puede llevar a síntomas similares a los de la abstinencia, pese a mantener una dosis terapéutica constante.
Atribuir correctamente síntomas como ansiedad, anteriormente mal diagnosticados, a los efectos de la abstinencia de benzodiazepinas, junto con estrategias personalizadas de reducción de acuerdo con la gravedad de los síntomas, más la inclusión de estrategias alternativas como consuelo y remisión a grupos de soporte aumentan el índice de éxito en la suspensión.
Los síntomas por abstinencia pueden aparentar síntomas psiquiátricos que los doctores con frecuencia interpretan como evidencia de la necesidad de las benzodiazepinas, lo cual conduce al fracaso y restablecimiento de las benzodiazepinas, en muchos casos a dosis más altas.

## Trasfondo
Los sedantes hipnóticos, como las benzodiazepinas, barbitúricos y alcohol causan durante su suspensión las más serias complicaciones médicas. Estos son considerados clínicamente más peligrosos de suspender que los opiáceos.
Es común en los pacientes el uso prolongado inapropiado de benzodiazepinas. Debido a la tolerancia y la dependencia psicológica que generan, el uso de las benzodiazepinas está generalmente recomendado solo para su uso en periodos cortos, unas pocas semanas, seguido por una reducción gradual de la dosis.
La sobre-prescripción de benzodiazepinas a largo plazo puede causar dependencia y tener muchos efectos adversos para la salud.
Los pacientes típicamente reciben poca información y apoyo de sus doctores.
Como el tratamiento a largo plazo con benzodiazepinas (incluso en dosis bajas) está asociado con efectos adversos tales como deterioro cognitivo, se recomienda la abstinencia de estas.
Muchos pacientes desean suspender el uso de benzodiazepinas preocupados por sus efectos adversos por el uso prolongado y mucha gente ha suspendido exitosamente estas drogas en todo el mundo. Como resultado, la dependencia de las benzodiazepinas y su suspensión han sido investigadas extensivamente en la literatura médica. Un sumario de literatura médica sobre las benzodiazepinas y técnicas para su suspensión, combinado con la habilidad clínica de la Prof. Heather Ashton en psicofarmacología, psiquiatría y la dirección de una clínica de suspensión durante doce años, han conducido a la creación de una muy conocida guía para el paciente: El Manual de Ashton. Con suficiente motivación y el abordaje apropiado, casi todos los pacientes pueden suspender satisfactoriamente las benzodiazepinas. Sin embargo, de ninguna manera se les debe hacer interrumpir abruptamente el consumo a usuarios de largo plazo dependientes de las benzodiazepinas, dado que hay un alto riesgo de causar un grave y potencialmente letal síndrome de abstinencia. Una suspensión a paso lento con reducción gradual de la dosis generalmente mitiga los riesgos.

## Cuadro clínico
Algunos de los síntomas causados por la abstinencia son idénticos a los síntomas por los que la medicación fue originalmente prescrita. La capacidad para diferenciar entre recaída y rebote es muy importante durante la fase de suspensión y frecuentemente puede inducir a errores de diagnóstico. Los síntomas por la abstinencia de dosis bajas usualmente duran entre seis y doce meses y mejoran gradualmente durante ese periodo de tiempo.
Los síntomas pueden carecer de una causa psicológica y pueden fluctuar en intensidad con periodos de días buenos y malos hasta una eventual recuperación.
Por esta razón, muchos expertos opinan que tras la suspensión del consumo de benzodiazepinas durante un periodo largo o incluso en plazos bastante cortos, se deben dejar pasar por lo menos seis meses antes de evaluar nuevamente los síntomas y actualizar un diagnóstico.
Los síntomas de abstinencia pueden ocurrir aun estando en una dosis estable de benzodiazepinas debido al fenómeno de «abstinencia por tolerancia», en el cual el cuerpo experimenta los efectos de la abstinencia y demanda incrementar las dosis para así poder sentirse normal, lo cual puede conducir a un aumento escalonado de la dosis. Es más común que los síntomas de abstinencia ocurran durante reducciones de la dosis. La aparición del síndrome de abstinencia de las benzodiazepinas de vida media prolongada puede demorar hasta tres semanas, aunque los síntomas de abstinencia de benzodiazepinas de acción corta a menudo se presentan antes usualmente dentro de las 24-48 horas.
Los síntomas de abstinencia de benzodiazepinas u opioides que ocurren tras la suspensión de las infusiones son comunes entre los pacientes pediátricos de cuidado intensivo. El riesgo de desarrollo de este síndrome es aumentado de acuerdo con la duración total del tratamiento con infusiones y la dosis total dada.
El síndrome de abstinencia de las benzodiazepinas agudo generalmente dura dos meses, pero pueden persistir síntomas de abstinencia clínicamente significativos —aunque declinando gradualmente— por muchos meses o incluso varios años. La gravedad y duración del síndrome de abstinencia está probablemente determinado por varios factores incluyendo índice de disminución de la dosis, duración del periodo de consumo de benzodiazepinas y tamaño de la dosis. También es posible que influyan factores genéticos.
Ajustar la velocidad de reducción de la dosis de acuerdo con los síntomas de abstinencia con flexibilidad durante la fase de suspensión es la forma más efectiva de reducir la intensidad y duración de los síntomas. Algunas personas pueden no llegar a estabilizarse completamente entre las reducciones de la dosis incluso cuando el índice de reducción es disminuido. Tales personas a veces simplemente necesitan persistir en abandonar las benzodiazepinas dado que puede que no se sientan mejor hasta que hayan suspendido completamente las benzodiazepinas por un periodo de tiempo.
El uso a largo plazo de benzodiazepinas causa menoscabo cognitivo, neurológico e intelectual.
En un estudio se comprobó que tras un año de abstinencia de la benzodiazepinas estos deterioros habían retornado a la normalidad.
Los pacientes que son físicamente dependientes de ansiolíticos benzodiazepínicos de corta acción pueden experimentar lo que es conocido como «abstinencia entre dosis». La «abstinencia entre dosis» es la aparición de síntomas de abstinencia en el tiempo que transcurre desde la toma de una dosis y antes de llegar a la siguiente debido a que la acción de la dosis previa desaparece. Esto puede causar síntomas tales como ansiedad de rebote entre dosis y ansia de la dosis siguiente.
Síntomas como el insomnio de rebote puede aparecer tras solo 7 días de administración de benzodiazepinas.
Otro ensayo demostró la existencia de efecto rebote por abstinencia tras solo 18 noches de uso de lorazepam como hipnótico.
Se desarrolló ansiedad durante el día y tensión tras solo 7 días de uso de hipnóticos benzodiazepínicos de acción corta. Durante la abstinencia de benzodiazepinas tras solo 7 noches de uso, el insomnio de rebote causado por la abstinencia fue peor que al inicio.
El uso intermitente de benzodiazepinas incluso durante un periodo corto de tiempo puede causar insomnio de rebote.
Mientras que el uso de hipnóticos de acción corta es efectivo para conciliar el sueño, estos empeoran la segunda mitad del sueño debido a los efectos de abstinencia.
El uso de triazolam tiene comúnmente asociado síntomas de abstinencia durante el día. Esto es debido a su muy corta vida media. Pacientes reportaron ansiedad, aflicción, perdida de peso, pánico y depresión, desrealización y desarrollaron paranoia tras solo 10 noches de uso de triazolam.
Estas reacciones ocurrieron más comúnmente con triazolam que con lormetazepam, el cual tiene una vida media intermedia. Por lo tanto, cuanto más corta acción tiene un hipnótico benzodiazepínico, más graves son los síntomas de abstinencia en el día.
La ansiedad relacionada con la abstinencia en el día también puede ocurrir por el uso crónico de hipnóticos no-benzodiazepinicos nocturnos como zopiclona.
Tras solo 8 o 9 semanas de consumo de alprazolam (Xanax o Alplax) en una dosis fija prescrita, los siguientes síntomas ocurrieron tras una descontinuación abrupta: disforia, cansancio, baja energía, confusión, presión sanguínea sistólica elevada y ansiedad grave.

### Síntomas durante la reducción gradual
Los siguientes síntomas puede surgir durante la reducción gradual de la dosis pero usualmente pueden ser atenuados o eliminados totalmente mediante la disminución del índice de reducción:
- Ansiedad, posible terror y ataque de pánico[17][36]
- Agitación y ansiedad[17]
- Hipocondría[17]
- Midriasis (pupilas dilatadas)[4]
- Problemas de concentración[36]
- Mareos
- Pesadillas[37]
- Insomnio[37]
- Espasmo muscular, calambres o fasciculación[38]
- Sensación de shock eléctrico[3][39]
- Visión borrosa[17]
- Vértigo[17]
- Xerostomía (boca seca)[17]
- Dolores[17]
- Sordera[17]
- Perturbación del gusto y el olfato[17]
- Dolor torácico[17]
- Síntomas similares a la gripe[17]
- Deterioro de la memoria y concentración[17]
- Sensibilidad acrecentada al sonido[17]
- Mayor frecuencia urinaria[17]
- Parestesia (sensación de hormigueo o adormecimiento)[17]
- Sofocos fríos o calientes[17]
- Cefalea[36]
- Rebote de la fase de sueño REM (del inglés rapid eye movement: ‘movimiento ocular rápido’)[40]
- Rigidez[17]
- Cansancio y astenia (debilidad)[17]
- Hiperosmia[41]
- Síndrome de las piernas inquietas[11]
- Sabor metálico[41]
- Fotofobia[41]
- Paranoia[41]
- Alucinación hipnagógica-alucinaciones[6]
- Náusea y vómito[37]
- Aumento de la presión sanguínea[42]
- Taquicardia[43]
- Hipertensión arterial[44]
- Hipotensión ortostática[37]
- Depresión (puede ser grave),[45] posible ideación suicida
- Temblores[46][47]
- Sudores[36]
- Pérdida de apetito y pérdida de peso[48]
- Disforia[49][50]
- Despersonalización[51][52]
- Desrealización (sensación de irrealidad)[53]
- Trastorno obsesivo-compulsivo[54][55]
- Acúfeno (zumbido en los oídos)[56]
- Parestesia[41][52]
- Trastornos visuales[52]
- Labilidad emocional[17]
- Indecisión[17]
- Problemas del aparato digestivo (síndrome del intestino irritable)[57][58][59]

### Síntomas durante la reducción abrupta
Una discontinuación abrupta o apresurada de las benzodiazepinas puede resultar en un síndrome de abstención más serio y desagradable que adicionalmente puede derivar en:
- Convulsiones, que pueden causar la muerte[60][61]
- Catatonia, que puede causar la muerte[62][63][64]
- Coma (inusual).[65]
- Suicidio[5][66][67]
- Intento de suicidio[52]
- Ideación suicida[68]
- Autolesión[52]
- Hipertermia[37]
- Delirios[69]
- Ideación Homicida[70]
- Necesidad apremiante de gritar, arrojar, romper cosas o dañar a alguien[17]
- Violencia[71]
- Trastorno por estrés postraumático[11]
- Síndrome orgánico cerebral[72]
- Psicosis[73][74]
- Confusión[35]
- Manía[75][76]
- Síndrome neuroléptico maligno (inusual)[77][78]
- Delirium tremens[79][80][81]

Algunas personas solo experimentan poco o nada la abstención al suspender el uso de benzodiazepinas a largo plazo. No hay certeza en cuanto a la causa de estas diferencias entre pacientes pero recientes investigaciones en animales sugieren que la abstinencia de drogas sedantes-hipnóticas puede estar influenciada por un componente genético.
Con el progreso de la suspensión los pacientes a menudo descubren que su salud física y mental mejora junto con sus estados de animo y cognición.

## Mecanismo y fisiopatología
Las benzodiazepinas causan un incremento de la inhibición GABA; cuando esta inhibición es sostenida —es decir con el uso a largo plazo— esta depresión del sistema nervioso central incrementada es balanceada por adaptaciones neurológicas que resultan en una disminución de la inhibición GABA y una excitabilidad incrementada del sistema glutamato. Cuando las benzodiazepinas son suspendidas, estas adaptaciones neurológicas son «desenmascaradas» causando excitabilidad del sistema nervioso y la aparición de los síntomas de abstención. Se cree que la actividad excitativa incrementada del glutamato durante la abstención resulta en el fenómeno de actividad propagada —Fenómeno Kindling—.
Se descubrió que aquellos que tuvieron un historial previo de abstinencia de benzodiazepinas tienen menos posibilidades de tener éxito en la siguiente oportunidad. Abstinencias repetidas de benzodiazepinas, como con la abstinencia del alcohol, puede llevar a una sensibilización —fenómeno Kindling— del sistema nervioso central, que posiblemente cause un empeoramiento de la cognición y sintomatología, haciendo más difícil cada periodo de abstinencia subsecuente.

## Tratamiento

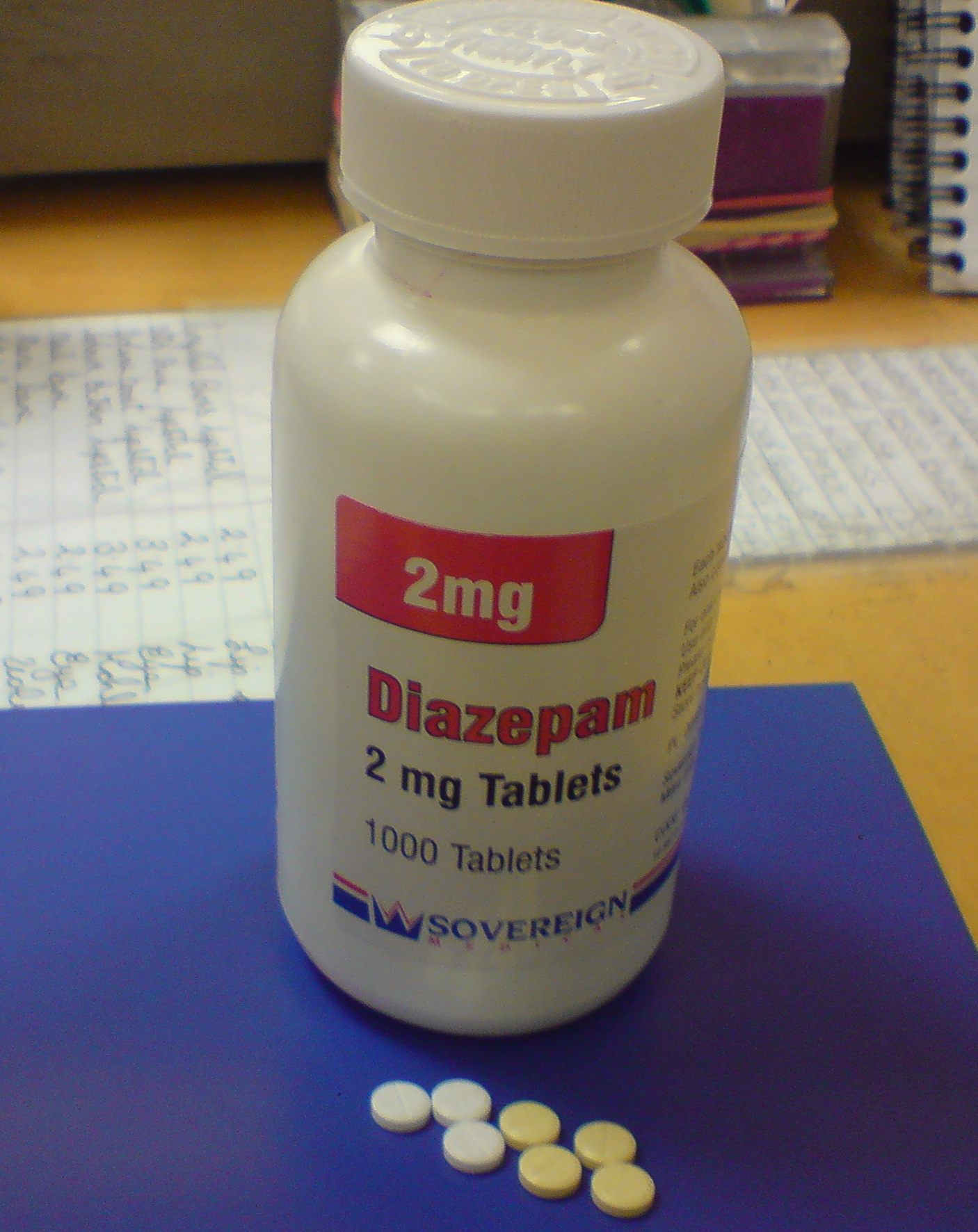
Pastillas de 2 mg y 5 mg de diazepam, las cuales son usadas comúnmente en los tratamientos de suspensión de benzodiazepinas.

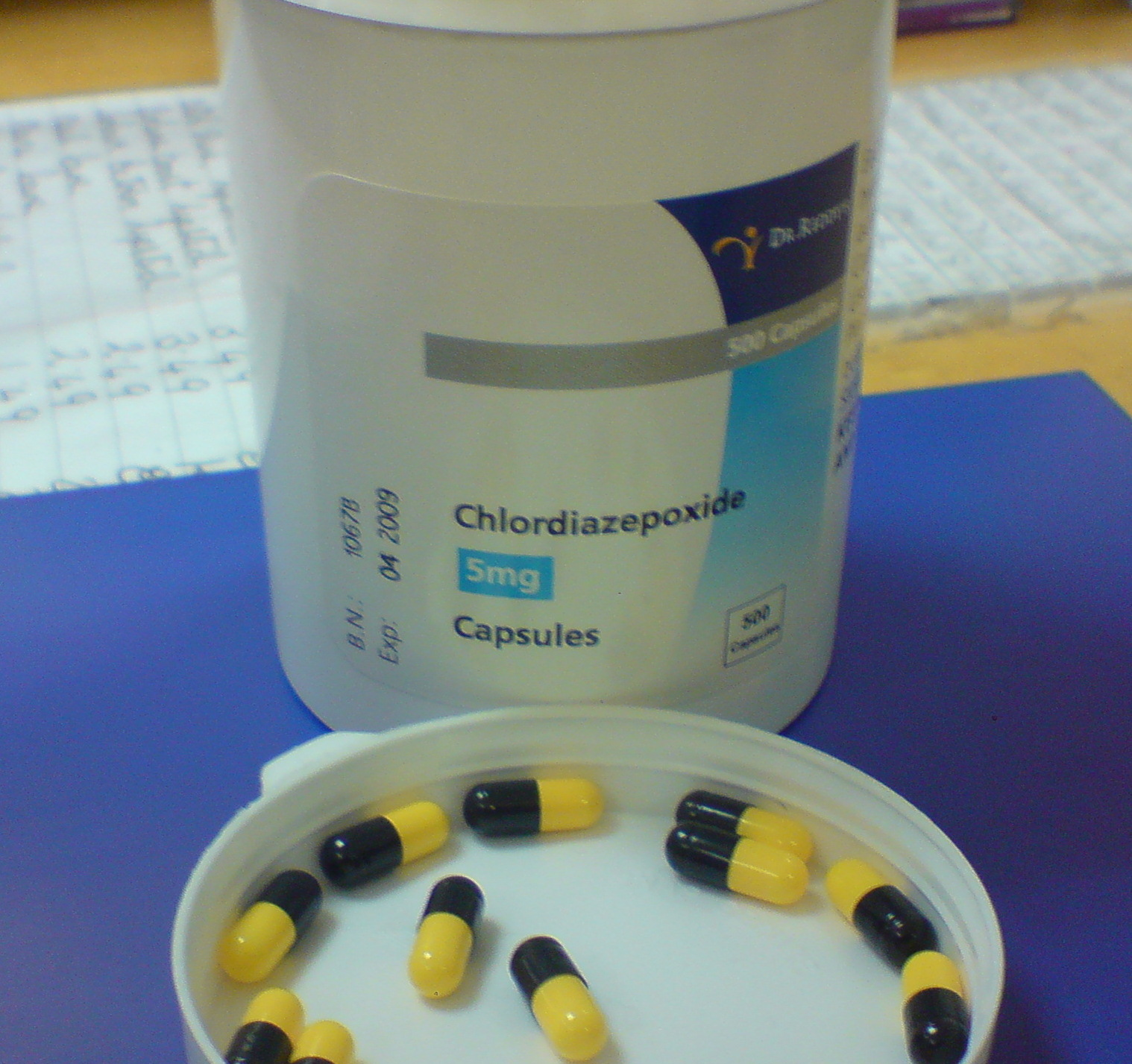
Cápsulas de 5 mg de clordiazepóxido, las cuales a veces son usadas como alternativa al diazepam para la suspensión de benzodiazepinas. Al igual que el diazepam tiene una larga vida media y metabolitos activos de larga acción.

El índice de éxitos de un programa de suspensión lenta es aproximadamente del 65%, sin embargo, algunos estudios han registrado un índice de éxitos más alto, de entre 88 y 100%. Hay estudios que en un seguimiento de dos años tras la suspensión evidencian que el número de pacientes psiquiátricos que continúan sin tomar benzodiazepinas tras un programa de suspensión lenta tiene un porcentaje similar.
La suspensión de benzodiazepinas no conduce a un incremento en la sustitución por antidepresivos.
Cuanto más lento sea el proceso de disminución, menos intensos serán los síntomas de abstención y hay una fuerte evidencia anecdótica de que cuanto más lento sea el proceso de reducción habrá menos riesgo de desarrollar un síndrome de abstención de benzodiazepinas prolongado. El proceso de suspensión preferentemente usando diazepam o clordiazepóxido, por sus largas vidas medias y dosis de baja potencia, es llevado a cabo mejor siguiendo las respuestas corporales del paciente a la abstinencia tras el recorte de cada dosis. El British National Formulary —un libro de guía médica que se provee a todos los médicos británicos— afirma que es preferible hacer una suspensión de benzodiazepinas muy lenta que hacer una muy rápida.

### Medicamentos e interacciones
La profesora Heather Ashton informó y un estudio confirmó, que el grupo de antibióticos de las fluorquinolonas son causantes frecuentes de complicaciones en pacientes que consumen crónicamente benzodiazepinas o que están pasando por una abstinencia de benzodiazepinas. Esto es probablemente el resultado del efecto antagónico de GABA de las fluorquinolonas. Se descubrió que las fluorquinolonas desplazan competitivamente a las benzodiazepinas de sus receptores lo que puede precipitar síntomas de abstención agudos en sujetos dependientes de las benzodiazepinas.
Un estudio informó una toxicidad más alta de lo usual en el sistema nervioso central debido a las fluorquinolonas en sujetos que eran dependientes o en abstención de benzodiazepinas. Del público en general 1-4% experimenta toxicidad en el sistema nervioso central debido a las fluorquinolonas el cual puede ser grave. La incidencia de toxicidad grave en el sistema nervioso central ocurre significativamente más frecuentemente en la población dependiente de benzodiazepinas. Las reacciones adversas del sistema nerviosos central a las fluorquinolonas fueron similares a aquellas vistas durante la abstención de benzodiazepinas y persistieron por semanas o meses antes de declinar. Los síntomas incluían depresión, ansiedad, psicosis, paranoia, insomnio grave, parestesia, acúfenos, hipersensibilidad a la luz y al sonido, temblores, estado epiléptico, pensamientos suicidas, e intento de suicidio.
El estudio confirmó que la toxicidad del sistema nervioso central por las fluorquinolonas puede ser seria, ocurre más frecuentemente en sujetos dependientes de las benzodiazepinas y concluye que los antibióticos del grupo de las fluorquinolonas debería ser contraindicado en pacientes dependientes de las benzodiazepinas o están en abstención de las mismas.
Una persona con un sistema GABA ya comprometido, por ejemplo por abstención de benzodiazepinas, esta posiblemente en un mayor riesgo de reacciones adversas graves.
Los Antiinflamatorios no esteroideos tienen algunas propiedades antagonistas GABA suaves y algunos pueden inclusive desplazar benzodiazepinas de su lugar de alojamiento de acuerdo a investigaciones con animales. Estos no causan un antagonismo tan potente de las funciones GABA como las fluorquinolonas. Sin embargo, los antiinflamatorios no esteroideos tomados en conjunto con fluorquinolonas causan un incremento muy significante en el antagonismo GABA que puede resultar en un muy grave antagonismo GABA, toxicidad GABA, convulsiones y otros efectos adversos graves.
La psicosis causada por la abstención de benzodiazepinas, generalmente no responde a agentes antipsicóticos. Los antipsicóticos deberían ser evitados durante la abstención de benzodiazepinas dado que tienden a agravar los síntomas de abstención, incluyendo las convulsiones. Algunos agentes antipsicóticos pueden ser más peligrosos que otros durante la abstención, especialmente clozapina, olanzapina o fenotiazinas de baja potencia (por ejemplo clorpromazina) por su menor umbral de convulsiones y que puede empeorar los efectos de la abstención: si son usados se requiere extremo cuidado.

Se descubrió que añadir un antidrepresivo ISRS es de poca ayuda en el tratamiento de la abstención de benzodiazepinas. De la misma manera, se descubrió que la adición de progesteronas no es efectivo para el manejo de la abstención de benzodiazepinas.
A veces es recomendado evitar o reducir el consumo de cafeína debido a informes de que empeora los síntomas de abstinencia y por sus propiedades estimulantes. Es interesante que por lo menos un estudio en animales demostró alguna modulación del lugar de alojamiento de la benzodiazepina causada por la cafeína, lo cual reduce el umbral de convulsiones.
Una vez que un individuo adicto o físicamente dependiente de las benzodiazepinas ha suspendido satisfactoriamente las benzodiazepinas, debería evitar tomar benzodiazepinas ocasionalmente tanto como drogas de tolerancia cruzada tales como alcohol, barbitúricos, o drogas análogas de las benzodiazepinas —conocidas como «drogas Z» o «Z drugs» en inglés— las cuales tienen un mecanismo de acción similar; por un periodo de entre cuatro meses y dos años dependiendo de la bioquímica personal.
Esto se debe a que se ha demostrado que la tolerancia a las benzodiazepinas esta todavía presente tras su suspensión por este periodo. En estos pacientes una vez suspendido las benzodiazepinas, una nueva exposición inclusive a dosis bajas usualmente resulta en una reactivación de la tolerancia y del síndrome de abstención. El alcohol inclusive usado poco o moderadamente, se ha descubierto como un indicador significativo de fracaso en la suspensión, probablemente debido a su tolerancia cruzada con las benzodiazepinas.

### El proceso de la suspensión
La desintoxicación de individuos dependientes de las benzodiazepinas es a menudo llevada a cabo usando una dosis equivalente, ya sea de diazepam o clordiazepóxido, a la benzodiazepina de la cual el individuo es dependiente y con reducciones escalonadas de un 10% cada 2 a 4 semanas dependiendo en la gravedad de la dependencia y la respuesta del paciente a las reducciones. Sin embargo, si la suspensión es llevada a cabo lo suficientemente lento y preferentemente usando una dosis equivalente de diazepam o clordiazepóxido, muchos pacientes dependientes de las benzodiazepinas descubren que experimentan pocos o ningún síntoma de abstención cuando llega el momento de tomar la última dosis de 0,5 mg de diazepam o los 5 mg de clordiazepóxido.
Aquellos que suspendieron lo suficientemente lento, pero todavía experimentan los efectos de la abstención, usualmente encuentran que en su mayoría los síntomas de abstención han desaparecido tras unos pocos meses. Es importante remarcar que la vida media del diazepam y clordiazepóxido tanto como otras benzodiazepinas de vida media prolongada es dos veces más larga en los ancianos comparado con individuos más jóvenes. Muchos médicos no ajustan la dosis de benzodiazepinas de acuerdo con la edad en pacientes mayores.
Se recomienda enfáticamente que durante la suspensión de benzodiazepinas se use diazepam (Valium) o clordiazepóxido (Librium), dado que están disponibles en dosis de baja potencia además de tener una vida media más larga que la mayoría de las otras benzodiazepinas —como el lorazepam (Ativan) o el alprazolam (Trankimazin, Alplax)— y por lo tanto posibilitan una suspensión con menos altibajos.
Puede ser muy difícil suspender satisfactoriamente si la adicción es de una benzodiazepina hipnótica de vida media corta o intermedia tales como temazepam (Normison), lorazepam (Ativan) o alprazolam (Alplax), dado que el síndrome de abstinencia puede ser muy intenso y debilitante.
No usar la correcta equivalencia para pasar de una benzodiazepina a otra, tanto durante la terapia o en el curso de la suspensión, puede producir reacciones graves de abstinencia (ver tabla de equivalencias en Lista de benzodiazepinas). Esto fue documentado en un caso reportado en la literatura médica de un hombre que había estado tomando dosis de lorazepam y alprazolam equivalentes a 60 mg de diazepam por día. Se le sustituyó de esta dosis a solo 7 mg de diazepam por día. En las siguientes 36 horas el paciente desarrolló síntomas somáticos y se convenció de que tenía una patología subyacente e intempestivamente intentó suicidarse apuñalándose en el abdomen y causándose heridas serias que requirieron cirugía de emergencia. Sus síntomas e intento de suicidio fueron diagnosticados por su médico clínico y psiquiatra como abstinencia de benzodiazepinas. Luego el paciente intentó nuevamente suspender las benzodiazepinas pero lo hizo muy rápido con reducciones erráticas de la dosis y nuevamente intentó suicidarse infligiéndose serias heridas punzantes en su cuello y pecho que resultaron en su ingreso en una unidad psiquiátrica. El autor advirtió que la autolesión puede presentarse durante la abstención de benzodiazepinas.

### Controversia
En determinadas circunstancias, un centro de desintoxicación o algún otro tipo de centro de internación se encarga de la suspensión de una benzodiazepina «en seco», reemplazando la benzodiazepina por una reducción rápida de una o dos semanas de fenobarbital —un barbitúrico— para prevenir convulsiones. La mayoría de los doctores y otras autoridades médicas están de acuerdo que en la mayoría de los casos una reducción lenta es preferible a una rápida o una suspensión «en seco» de las benzodiazepinas.
Un método menos duro es el reemplazo por fenobarbital seguido por una reducción lenta del mismo. En un estudio de comparación se descubrió que una desintoxicación rápida usando benzodiazepinas es superior a una desintoxicación rápida usando fenobarbital.
A menudo individuos dependientes de las benzodiazepinas son considerados «adictos» cuando se presentan a su doctor con síntomas de abstención y equivocadamente son derivados a un centro de abuso de drogas. Estas derivaciones solo son apropiadas para abusadores de drogas y no para no-abusadores que dependen físicamente de las benzodiazepinas.
Estas desintoxicaciones de las benzodiazepinas pueden ser muy problemáticas debido a los extremadamente prolongados y graves síntomas de abstención que puede provocar.
Esto puede conducir a la ruptura de matrimonios, fracaso de negocios, quiebras, ingreso a un hospital y el más serio efecto adverso que es el suicidio.
El índice de éxitos de una suspensión abrupta o demasiado rápida es bastante bajo con un gran número de abandonos y fracasos. Con un programa de suspensión gradual y lenta el índice de éxitos es de entre el 88 y 100%.
Una suspensión demasiado rápida, la carencia de explicaciones y la falta de transmisión de confianza a los individuos de que lo que están experimentando son síntomas de abstención y que son temporarios ha llevado a algunas personas a experimentar un aumento del miedo y pánico a volverse locos, algunas personas desarrollan como resultado una condición similar al trastorno por estrés postraumático. Un régimen de suspensión lento acompañado de transmisión de confianza parece mejorar el resultado para los individuos que están suspendiendo el consumo de benzodiazepinas.
Investigaciones más recientes se muestran prometedoras en cuanto al uso de flumazenil en el tratamiento de la desintoxicación de benzodiazepinas.
Se ha descubierto que el flumazenil estimula la reversión de la tolerancia y la normalización de la función de receptores. Sin embargo, es necesario más investigación en la forma de pruebas aleatorias para demostrar su rol en el tratamiento de la abstinencia de benzodiazepinas. El flumazenil estimula la regulación al alza y revierte el desacoplamiento de los receptores de las benzodiazepinas a los receptores GABA por lo tanto revirtiendo la tolerancia y reduciendo los síntomas de abstinencia y el índice de recaídas.
Debido a la limitada investigación y experiencia, y los posibles riegos involucrados, el método de desintoxicación con flumazenil es controvertido y el procedimiento solo puede ser llevado a cabo con el paciente ingresado en un centro y bajo supervisión médica.
Hay algunas investigaciones hechas de otro fármaco llamado imidazenil para el tratamiento de la abstinencia de benzodiazepinas, pero actualmente no es usada con este fin.
Se descubrió que la carbamazepina, un anticonvulsivo, no es efectivo para prevenir que ocurra el estado epiléptico durante la abstinencia de benzodiazepinas en dos pacientes que estaban tomando clonazepam como un agente antiepiléptico por un desorden convulsivo preexistente.

## Prognosis
La dependencia de las benzodiazepinas es potencialmente una condición clínica seria y su síndrome de abstinencia es complejo y a menudo prolongado en el tiempo. Los pacientes tienen a menudo síntomas de abstinencia persistentes de 6 meses a un año, e inclusive más tiempo. Los síntomas pueden incluir ansiedad, irritabilidad, insomnio e hipersensibilidad a la luz y el sonido. Un número reducido de personas que suspenden el consumo de benzodiazepinas experimenta un síndrome de abstinencia prolongado grave, el cual puede incluir síntomas tales como parestesia y psicosis. Estos síntomas ocurren pese a no haber un historial preexistente de los mismos. Es importante distinguir entre la reaparición de un desorden preexistente, el empeoramiento de un desorden preexistente debido a un síndrome de abstinencia prolongado y síntomas puramente causados por el síndrome de abstinencia prolongado. Los síntomas de abstinencia prolongados en el tiempo gradualmente desaparecen mientras que los síntomas debido a otras causas no mejoran. El síndrome de abstinencia prolongado puede imitar una gama de desórdenes médicos y psiquiátricos incluyendo esquizofrenia, depresión agitada, trastorno de ansiedad generalizada, trastorno de pánico y convulsión parcial compleja.
Los síntomas de abstinencia prolongados pueden estar marcados por periodos de días buenos y días malos. En los periódicos incrementos de síntomas que aparecen durante la abstinencia prolongada, pueden aparecer cambios fisiológicos incluyendo pupilas dilatadas, así como aumento de la presión sanguínea y la frecuencia cardiaca. Se ha propuesto que los cambios en los síntomas son debidos a cambios en la sensibilidad de los receptores GABA durante la reversión del proceso de tolerancia.
Los síntomas prolongados de abstinencia hacen referencia a síntomas persistentes por un tiempo prolongado, quizá por un año o más. Los pacientes que experimentan síntomas prolongados de abstinencia de benzodiazepinas, los cuales ocurren más comúnmente debido a una suspensión demasiado rápida, pueden ser tranquilizados dado que la evidencia muestra que los síntomas continúan disminuyendo y se normalizan en el periodo de varios meses a algunos años.
Entre un 10% y un 15% de los pacientes que suspenden las benzodiazepinas pueden experimentar un síndrome de abstinencia prolongado. Hay evidencia que indica que una reducción lenta de la dosis reduce significativamente el riesgo de un estado de abstinencia grave y/o prolongado. No hay cura conocida para el síndrome de abstinencia prolongado de benzodiazepinas, excepto el paso del tiempo. El síndrome de abstinencia prolongado puede extenderse por varios meses entre un 10% y un 15% de la gente y para un número menor de pacientes por algunos años.
Estudios de seguimiento tras la etapa de abstinencia aguda inicial han demostrado que para muchos pacientes los síntomas mejoran con el paso del tiempo, muchas veces hasta el punto en el que pueden continuar con sus vidas con normalidad, incluso tras años de incapacidad causada por el uso crónico de benzodiazepinas.
Las causas de la persistencia de los síntomas de abstinencia de benzodiazepinas son una combinación de factores farmacológicos —tales como la permanencia de cambios en los receptores causados por la medicina— y psicológicos. Ambos son causados por las benzodiazepinas y por el suspenso de su consumo. Es posible en algunos casos de consumidores de dosis particularmente altas, el daño cerebral o neuronal estructural.
Hay perturbaciones sensoriales causadas por la abstinencia —las cuales pueden ser agudas o prolongadas— que están entre las características clínicas del síndrome de abstinencia de benzodiazepinas. La descontinuación de benzodiazepinas puede causar zumbidos en los oídos —acúfenos— de manera prolongada, persistiendo por varios meses o hasta más de un año tras la suspensión de dosis terapéuticas de benzodiazepinas. La aparición de los acúfenos ocurre durante la reducción de la dosis o la descontinuación de benzodiazepinas y es aliviado por la reinstauración de las benzodiazepinas.
Un ensayo clínico en pacientes tomando alprazolam (Alplax) por solo 8 semanas, registró síntomas prolongados de déficit de la memoria, los cuales todavía estaban presentes luego de 8 semanas de suspender el alprazolam.
Un metaanálisis de la literatura sobre el tema, mostró que el menoscabo cognitivo causado por el consumo de benzodiazepinas presenta una mejoría seis meses después de la suspensión pero puede ser permanente o requerir más de seis meses para revertirse.
Un ensayo neurofisiológico en un grupo de pacientes con síntomas persistentes de abstinencia de benzodiazepinas encontraron que los indicadores psicofisiológicos diferían de los indicadores de ansiedad normales. El estudio de este grupo de pacientes concluyó que los síntomas de abstinencia prolongados eran una condición iatrogénica genuina causada por la prescripción durante periodos prolongados de benzodiazepinas.
La compañía farmacéutica Hoffmann-La Roche —inventora tanto de las primeras pocas benzodiazepinas tanto como la mayoría de ellas, tales como Librium (clordiazepóxido), Valium (diazepam), Rohipnol (flunitrazepam), Dormicum (midazolam) y Klonopin/Rivotril (clonazepam)— en una publicación de información del producto flumanezil del 2007, reconoce la existencia del síndrome de abstinencia de benzodiazepinas prolongado y recomienda que esta medicina no sea utilizada para tratarlo.

### Ejemplos
Algunos de los síntomas comunes del síndrome de abstinencia prolongado son: déficit cognitivo, problemas gastrointestinales, insomnio, acúfenos, parestesia (cosquilleo y adormecimiento), dolor en las extremidades, dolor muscular, debilidad, tensión, temblores dolorosos, ataques de temblores, espasmos y blefaroespasmo.

### Efecto del flumazenil
Lader y Morton llevaron a cabo un estudio sobre los efectos del flumazenil (antagonista del receptor de las benzodiazepinas) en los síntomas de abstinencia persistentes luego de concluir la suspensión.
Los sujetos del estudio habían pasado entre un mes y cinco años sin consumir benzodiazepinas, pero todos presentaban efectos de la abstinencia persistente en diferentes grados. Estos síntomas incluían pensamiento enturbiado, cansancio, síntomas musculares tales como tensión en el cuello, despersonalización, calambres y temblores, y síntomas perceptuales característicos de la abstinencia de benzodiazepinas, tales como parestesia, ardor en la piel, dolor y sensaciones subjetivas de distorsiones corporales.
Se descubrió que la terapia con 0,2-2 mg de flumazenil por vía intravenosa disminuía estos síntomas, haciendo un control del estudio con placebo. Esto es interesante dado que los antagonistas del receptor de las benzodiazepinas no tienen efectos clínicos. El autor del estudio sugirió que la explicación más razonable es que el uso de las benzodiazepinas en el pasado y su subsecuente tolerancia habría bloqueado la conformación del complejo receptor GABA-BZD en una conformación agonista inversa, y el antagonista flumazenil devuelve a los receptores de las benzodiazepinas a su sensibilidad original.
En este estudio se encontró que el flumazenil es un tratamiento exitoso para el síndrome de abstinencia de benzodiazepinas prolongado, pero fue indicado que es necesaria más investigación.
Un estudio por el Prof. Borg en Suecia produjo resultados similares en pacientes que sufrían abstinencia prolongada.

## En los mayores
Se descubrió en un estudio con ancianos dependientes de las benzodiazepinas que la suspensión se podía llevar a cabo con escasas complicaciones y que podía llevar a una mejora del sueño y la habilidades cognitivas. A las 52 semanas de la suspensión exitosa se detectó una mejora del estatus cognitivo del 22% tanto como un mejor funcionamiento social.
Aquellos que continuaron consumiendo benzodiazepinas experimentaron un descenso del 5% de las habilidades cognitivas el cual aparentó ser más rápido que el visto en el envejecimiento normal, sugiriendo que cuanto más largo el consumo de benzodiazepinas peor se hacían sus efectos en la función cognitiva.
Se detectó un empeoramiento de los síntomas en los primeros meses de abstinencia, pero en el seguimiento a las 24 semanas, los sujetos habían mejorado notoriamente comparados con aquellos que continuaron consumiendo benzodiazepinas. Se vieron mejorías en el sueño y precisión en el procesamiento de información en el seguimiento a las 24 semanas tras la suspensión y en el seguimiento a las 52 semanas se detectaron más mejorías aún.
Los autores concluyeron que las benzodiazepinas no eran efectivas a largo plazo en el tratamiento de problemas del sueño excepto para suprimir el insomnio de rebote causado por la abstinencia.
Hubo algunas habilidades cognitivas que no mejoraron las cuales son susceptibles tanto a las benzodiazepinas como a la edad tales como la memoria episódica.
Los autores sin embargo citaron un estudio en pacientes más jóvenes los cuales en un seguimiento a los 3 años y medio no mostraban menoscabo en la memoria y especularon que a ciertas funciones de la memoria les toma más tiempo recuperarse del consumo crónico de benzodiazepinas y que podrían ocurrir más mejorías en las funciones cognitivas de los ancianos luego de 52 semanas de la suspensión.
La razón por la cual tomó 24 semanas en ser vistas las mejorías tras el cese del consumo de benzodiazepinas fue debido al periodo que le toma al cerebro para adaptarse a un medio libre de benzodiazepinas.
La gente más joven también experimenta deterioro en la memoria visual espacial pero no es tan vulnerable como los ancianos.
Apareció una mejoría en los tiempos de reacción a las 52 semanas en los pacientes mayores, esta es una función importante, especialmente si conducen un coche debido al riesgo de accidentes de tránsito.
Se descubrió en un seguimiento tras 24 semanas que el 80% de las personas ya había suspendido satisfactoriamente las benzodiazepinas. Parte del éxito fue atribuido al uso de placebo como parte del ensayo, el cual rompió con la barrera de la dependencia psicológica de las benzodiazepinas de los ancianos que se enteraron de que habían terminado su reducción gradual de la dosis varias semanas más tarde de haberlo hecho efectivo y que solo estaban tomando placebo. Esto les ayudó a darles confianza de que podían dormir sin sus pastillas. Los autores también advirtieron de la similitud en la farmacología y mecanismo de acción de las más nuevas drogas análogas de las benzodiazepinas conocidas como «drogas Z».

## Durante el embarazo

### Síndrome de abstinencia en neonatos
Las benzodiazepinas, especialmente cuando se toman durante el tercer trimestre, pueden causar un síndrome de abstinencia de benzodiazepinas grave en el neonato con síntomas desde hipotonía y desgano de mamar hasta ataques de apnea, cianosis, deterioro de la respuesta metabólica al frío y convulsiones. Se ha informado que el síndrome de abstinencia de benzodiazepinas en neonatos luego del nacimiento dura desde algunas horas hasta meses.

### Abstinencia durante el embarazo
La suspensión abrupta de benzodiazepinas o antidepresivos debido a miedos relacionados con el efecto teratológico de la medicación tiene un gran riesgo de causar complicaciones serias y por lo tanto no está recomendado.
Por ejemplo la suspensión abrupta de benzodiazepinas o antidepresivos tiene un gran riesgo de causar síntomas de abstención extremos incluyendo ideación suicida y, en caso de existir, un efecto rebote grave en enfermedades mentales subyacentes.
Esto puede llevar a la hospitalización de la mujer embarazada y potencialmente puede inducir intentos de suicidio y en consecuencia la potencial muerte de la madre y el feto.
Un estudio reporta que un tercio de las madres que discontinuaron repentinamente o redujeron muy rápido su medicación adoptan una actitud marcadamente suicida debido a «síntomas insoportables». Una mujer realizó un aborto médico porque sintió que no podía lidiar con la situación y otra mujer consumió alcohol en un intento de combatir los síntomas de abstención de las benzodiazepinas.
La suspensión abrupta de medicaciones psicotrópicas, incluyendo las benzodiazepinas, puede resultar en un aborto espontáneo. El estudio reporta que los médicos en general no son conscientes de las graves consecuencias que acarrea la suspensión abrupta de medicinas psicotrópicas tales como las benzodiazepinas o los antidepresivos.